# دحل ذريع
دحل ذريّع أو دحل ذريع الداب أو دحل داب ذريّع هو دحل يقع في جبل ذريع الواقع في محافظة الدوادمي التابعة لمنطقة الرياض.

## نبذة
يقع دحل ذريع جنوب البجادية بحوالي 5 كم، كما يبعد حوالي 80 كم غرب محافظة الدوادمي. يقع الدحل في الجهة الشمالية من الجبل ويرتفع قليلاً عن الأرض، ومدخله ضيق جداً حيث يقع بين صخور كبيرة. كان الدحل يستخدم كمصدر للمياه ومورد للإبل بسبب قلة المياه العذبة في تلك المنطقة، حيث تتميز مياهه بصفائها وعذوبتها، وتزيد كميتها في فترة الأمطار وتقل في سنوات الجفاف. يعتبر الدحل أحد أشهر دحول عالية نجد بسبب الحكايات والأساطير التي ذُكِرت فيه وفي الثعبان الذي كان بداخله، إذ أن «الداب» يعني الثعبان الذكر.